# 沙漠奇观
《沙漠奇观》（英語：The Living Desert）是一部1953年美国自然纪录片，展示了美国西南部沙漠中动物的日常生活。它由詹姆斯·阿尔加执导，温斯顿·希布勒担任旁白，在图森拍摄，获1953年奥斯卡金像奖最佳纪录片奖。

## 拍摄
它是迪斯尼《真实世界历险记》系列纪录片中的第一部长篇电影；该系列的前几部电影，包括获得奥斯卡奖的《海豹岛》，都是短片。
这部纪录片是在亚利桑那州图森拍摄的。影片中展示的大部分野生动物都被捐赠给了后来的亚利桑那-索诺拉沙漠博物馆。
这部电影的灵感来自加利福尼亚大学洛杉矶分校的博士生N. Paul Kenworthy拍摄的10分钟短片。肯沃西拍摄的狼蛛和黄蜂战斗的镜头引起了迪斯尼的兴趣，而迪斯尼正打算拍摄一部讲述不同沙漠物种生活的长篇电影。迪斯尼非常认可肯沃西的作品及强调了其对纪实电影制作的影响：“这是我们第一次在这些自然类影片中讲述真实的长篇故事”。

## 发行
在《沙漠奇观》制作前，迪斯尼通过雷电华电影发行电影。但由于对方对纪录片发行很不看重，迪斯尼终止合作，创建了自己的发行公司——博伟发行公司（Buena Vista Distribution）
本作品因以调侃的方式描述沙漠生活而受到一些批评，比如在蝎子交配镜头中添加土风舞音乐。尽管如此，这部电影还是取得了商业上的成功：其总票房达到了400万美元，而制作成本只有30万美元。
这部电影当时在日本也非常受欢迎，甚至超过《乱世佳人》成为有史以来票房最高的电影，总票房超过80万美元。

## 荣誉
迪士尼凭借《沙漠奇观》获得1953年奥斯卡最佳纪录片奖。此外，这部电影还获得了1954年戛纳电影节的国际奖、柏林电影节奖和金球奖的特别成就奖。2000年，因具有“文化、历史或美学意义”，这部电影被美国國家影片登記表收录。